# 守谷城
守谷城（もりやじょう）は、茨城県守谷市にあった日本の城。中世に下総相馬氏が本拠とした。戦国期の史料には「相馬要害」と記される。近世初頭、当地には守谷藩が置かれたが、江戸時代前半には廃藩となり、この城も廃城となった。かつての城の中枢部（城山地区）を中心として守谷城址公園が整備されている。
守谷城は平将門が築いた城であるという伝説があり、明治期に「平将門城址」と記す記念碑が立てられた。守谷城址は守谷市の史跡に指定されているほか、茨城百景の一つに選出されている。

## 歴史
築城者・築城時期に関する史料はない。平将門が築いたという伝承もあるが、より確からしい伝承としては、鎌倉時代の初期に千葉常胤の次男・相馬師常が築いたととされる。2023年現在の守谷市のウェブサイトでは、築城者を断定できる史料がないとしつつ、平将門説を「伝説」であるとして退け、相馬師常説を有力説と紹介している。縄張の検討上は、築城時期の上限を鎌倉時代と見てもよいという。
ただし、相馬師常の本拠地は羽黒前遺跡（千葉県我孫子市新木）が有力とされている。初代守谷城主（築城者）を誰と見るかには諸説があり、室町時代の下総相馬氏当主（8代相馬胤忠、10代相馬胤宗など）と見る説もある。
史料上、守谷城主としての在城が確認されるのは、戦国期（16世紀初頭）の16代相馬胤広まで下る。戦国期には、守谷城は「相馬要害」の名で文書に現れている。16世紀半ばには、守谷城は北条方と反北条方の「境目の城」という性格を帯びた。永禄10年（1567年）、相馬治胤は小田原北条氏との和睦の条件として、北条氏庇護下の古河公方足利義氏に守谷城を献上することを取り決め、北条氏に守谷城を明け渡した。義氏は実際に一時期守谷城に移っており、治胤は高井城（取手市下高井）などの支城に移ったと見られる。天正18年（1590年）の小田原合戦において、相馬治胤は北条方に従って小田原城籠城に参加し、戦後に領地を没収された。
徳川家康が関東に入部すると、相馬郡には土岐定政が1万石で移され、守谷を居所とした。これにより守谷藩が成立したと見なされる。元和3年（1617年）、2代目の土岐定義は摂津国高槻藩に加増移封となったが、このとき、守谷城も廃城になったという見方がある。
元和5年（1619年）、定義が高槻で早世し、跡を継いだ土岐頼行は幼少であったために、再度下総国相馬郡に領知を移される。居所がはっきりせず、「守谷藩主」と見なすかには見解が分かれる。寛永5年（1628年）に頼行は出羽上山藩に転出する。一般に「守谷藩」は土岐家2代ないしは3代の藩として扱われるが、土岐家の転出後に堀田正俊・酒井忠挙が守谷を領して陣屋を置いており、この両名も「守谷藩主（守谷城主）」とされることがある（守谷藩参照）。堀田氏時代の陣屋は、かつての守谷城の「城内地区」の一部、現在の守谷小学校付近に置かれていた。『守谷志』などの郷土史的著作では、「最後の城主」酒井忠挙が天和元年（1681年）に前橋に移ったことにより守谷城は廃城となった、という認識が記される。
「守谷城址」は、1950年（昭和25年）に茨城県観光審議会が選定した茨城百景の一つとして選出され、1973年（昭和48年）に守谷町（当時）の史跡に指定されている。

## 縄張り

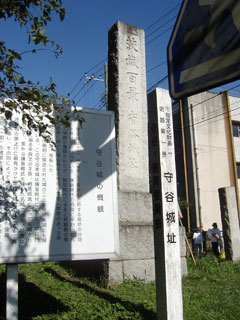
守谷城址石碑（右奥は守谷小学校）

戦国期の守谷城は、内海あるいは湖沼地帯に突き出した台地上を占める、天然の要害であった。城の大手門は現在の守谷小学校前に位置していた。この城の縄張りの説明には様々な説明があるが、『守谷城と下総相馬氏』に従えば、清水門より奥の半島先端部が「城山地区」、清水門と大手門に挟まれた地区が「城内地区」、大手門外が「城下地区」とまとめられる。
城山地区は「詰めの城」としての役割を担った中核部分である（『守谷町史』の付図では、清水門から奥へ「六の郭」「本郭」「二の郭」「三の郭」と示すが、『守谷城と下総相馬氏』に掲載された「守谷城想定図」は先端側から「一の曲輪（本丸）」「二の曲輪」「御馬家台曲輪」「清水曲輪」などの曲輪とその名称を記している）。この付近は守谷城址公園の名で公園として整備されている。
城内地区は大手門の内側にあたり（『守谷町史』の付図では、「四の郭」「五の郭」と示し、五の郭は「三の丸」とも呼ばれると記す）、現代では宅地化している。発掘調査では家臣の屋敷や倉庫と考えられる建物遺構や、大規模な窯跡のある鍛冶工房の遺構が検出されている。大手門は大規模な城門で、名目上とはいえ古河公方座所の大手門としての威容を誇っていたと見られる。大手門には土塁が残り、かつては「二本松」と通称される大きな松の木があった。明治初年の地図には、清水門手前の守谷小学校校庭にあたる場所に「陣屋跡」が記されており、堀田氏以降の陣屋が置かれた可能性がある。このほか、重臣25人の屋敷があったという「二十五軒」や、家老井上九左衛門の屋敷があったという「九左衛門屋敷」など、土岐氏時代に由来するという地名が残っていた。
城下地区は大手門の外側にあって「城下町」として機能し、のちの守谷町の中心地となる地域である。南の薬師堂付近には土塁跡があり、総構えがあったと見なされる。

## 将門伝説と守谷

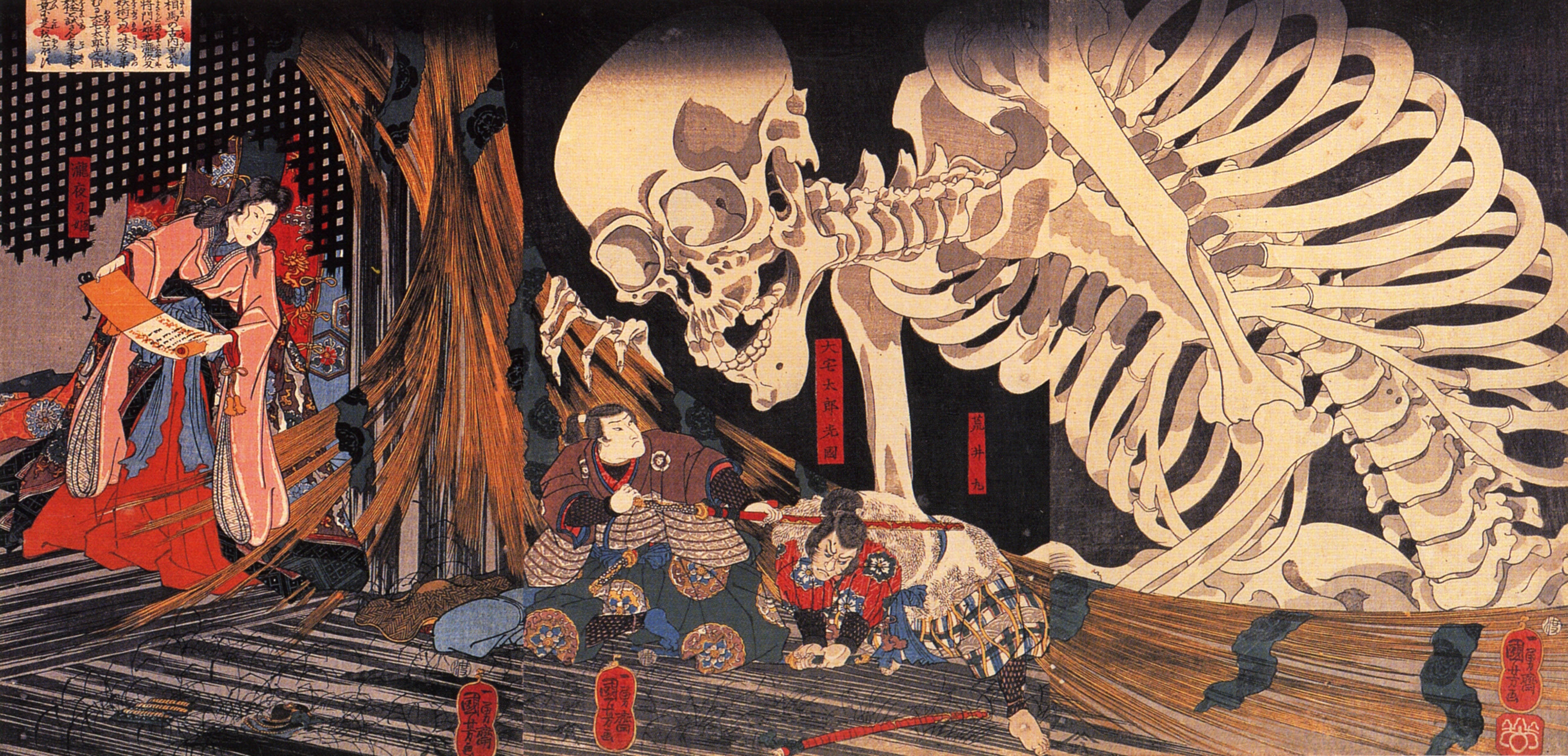
歌川国芳画『相馬の古内裏』。将門の遺児である平良門と滝夜叉姫を中心人物として描く読本『善知安方忠義伝』（山東京伝作）に取材するが、ここでは将門の旧都が「相馬」と見なされている。

『将門記』によれば、「新皇」を称した平将門は「下総国の亭南」に「王城」を置いたという。平安時代の『扶桑略記』では、それが下総国猿島郡の岩井郷（現在の坂東市岩井）であるという認識が記されているが、鎌倉時代頃から将門が相馬郡に都を置いたとする言説が現れ、定着するようになる。たとえば『平家物語』においては将門が「下総国相馬郡に住して八国を横領し」との一節があり、『神皇正統記』には「下総国相馬郡に居所をしめ、都となずけ、みずから平親王と称し」とある。
これについては、相馬氏が将門の直系子孫を称したことが背景として挙げられる。将門の子・平将国は信太郡に逃れて信太氏（信田氏）を称し、将国の子・文国（信太小太郎）は諸国を流浪するが、子孫が相馬郡に戻って相馬氏を称した、あるいは文国の子の代で継嗣を失ったため、千葉常胤の二男・師常を養子に迎えた、など、さまざまなバリエーションがある。下総相馬氏には信田氏を介して将門とつながる系譜や伝承があった可能性はあり、中世末期から江戸時代初頭にかけて下総相馬氏の末裔が家譜に将門伝承を盛り込むことになる。
江戸時代には『善知安方忠義伝』『忍夜恋曲者』をはじめとする文芸作品を通じて、将門の都を「相馬の内裏」と呼ぶ認識が一般に広まり、将門の都である「相馬の内裏」と、「将門直系子孫」を称する下総相馬氏の居城である守谷城を重ね合わせる解釈も登場する。
18世紀後半、守谷を所領としていた関宿藩の藩士・加藤左次兵衛が守谷古城を訪れた記録が、同藩士今泉政隣の著した『関宿伝記』（安永9年＝1780年）に収録されているが、当時も深い堀が残っていたこと、地域の人々の間で「平親王将門の旧地」という認識があったことが記される。ただし加藤自身は、岩井拠点説を踏まえて守谷を将門の「都」と見なすことに慎重であり、堀などの遺構についても「近世」のもので、戦国期のものであろうと観察している。
一方で「将門の都の跡」は文芸的な興趣を誘う題材であり、溝口素丸・桜井蕉雨・小林一茶などの俳人が守谷を訪れ、「将門古城」に寄せた句を詠んでいる。俳人の白井鳥酔（『相馬覧古』）、国学者で歌人である清水浜臣（『総常日記』）や高田（小山田）与清（『相馬日記』）、僧侶で俳人の十方庵敬順（『遊歴雑記』）も、将門の居所とされた守谷城跡を訪問し、紀行文中に描いている。
こうした経緯を経て、守谷において守谷城は「将門城」と認識されてきた。明治時代には「平将門城址」と記した記念碑も建立されている。「茨城百景」の選定に際し、当時の守谷町は「平将門城址」の名で推薦したが、主催者側の判断で「相馬城址」と改められたために、「守谷平将門城址」で登録するよう守屋町長名での要望が出されるという騒動が生じた。現在では「守谷城址」が正式名称であるとされる。